# Dieter Thomas Heck
Dieter Thomas Heck, egentligen Carl-Dieter Heckscher, född 29 december 1937 i Flensburg i Schleswig-Holstein, död 23 augusti 2018 i Berlin, var en tysk sångare, programledare, skådespelare och producent.
Dieter Thomas Heck ledde en rad stora tv-program i tysk tv, men blev mest känd för ZDF-Hitparade som han ledde 1969–1984.